# لرد لاس
لرد لاس (به انگلیسی: Lord Loss) نخستین کتاب از مجموعه دیموناتا نوشتهٔ نویسنده ایرلندی دارن شان است که در ژانر وحشت نگاشته شده‌است. این کتاب ابتدا در ۱۲ ژوئن ۲۰۰۵ در بریتانیا منتشر شد و خیلی زود به نقاط دیگر دنیا راه یافت. این رمان که بعد از موفقیت چشمگیر مجموعه حماسه دارن شان (قصه های سرزمین اشباح) نوشته شده بود توانست نقدهای مثبت زیادی را به دست آورد ولی به دلیل نمایش خشونت‌آمیز کشتار مورد انتقاد قرار گرفت. لرد لاس شرح ماجرای نوجوانی به نام گروبز گریدی است که بعد از کشتار فجیع خانواده‌اش بدست شیاطین در مسیر ماجراهای ترسناک قرار می‌گیرد.

## داستان
گروبیچ «گروبز» گریدی نوجوانی است که به همراه پدر و مادر و خواهرش زندگی می‌کند. گروبز مانند بسیاری از همسالانش مشکلات زیادی با خانواده خود دارد از جمله اینکه خانواده‌اش تعصب زیادی روی شطرنج دارند و او را مجبور می‌کنند که مدام شطرنج بازی کند. روزی خانوادهٔ او به بهانهٔ دیدن رقص باله از خانه بیرون می‌روند و گروبز را به عمه کیت می‌سپارند. گروبز که به این مسئله مشکوک است مخفیانه به خانه می‌رود و در آنجا با شیطانی ترسناک به نام لرد لاس و نوچه‌هایش وین سر سوسماری و آرتری، بچهٔ جهنمی مواجه می‌شود که به شکل فجیعی پدر و مادر و خواهرش را قتل‌عام کرده‌اند. گروبز با کمک جادو از مرگ حتمی بدست آنها نجات پیدا کرده و فرار می‌کند.
دیدن صحنه‌های فجیع اجساد والدینش ضربهٔ روحی سختی به او وارد کرده و باعث بستری شدن او داخل یک مرکز روان درمانی می‌شود. هیچ‌کس حرف او را باور نمی‌کند و به وجود شیاطین اعتقادی ندارد به جز عموی عجیب و غریبش درویش گریدی، که به او کمک می‌کند و در مورد وقایع برایش توضیح می‌دهد و او را با خود به روستای کارشری ویل می‌برد تا با او زندگی کند. درویش یک خانهٔ بزرگ و ترسناک دارد که به تنهایی در آن زندگی می‌کند.
با گذشت زمان گروبز می‌تواند با غم مرگ خانواده‌اش کنار آمده و در کارشری ویل برای خود دوستانی پیدا کند. از جمله پسری هم سن و سال خودش به نام بیل-ای اسپلین و دوست قدیمی دوریش یعنی میرآ فلیم که به او کمک‌های زیادی می‌کنند. بیل-ای بعد از مدتی که از آشنایی آنها می‌گذرد به گروبز اطلاع می‌دهد که به احتمال زیاد درویش گرگ‌نما است. گروبز باور نمی‌کند ولی با شواهد بیل-ای مجبور می‌شود که مواظب عمویش باشد. در شبی که ماه کامل می‌شود و احتمال می‌رود که درویش به گرگ تبدیل شود، گروبیچ و بیل-ای او را تعقیب می‌کنند ولی با کمال ناباوری بیل_ای تبدیل به گرگ‌نما میشود. درویش متوجه حضور آنها میشود و به کمک میرآ بیل_ای را بیهوش میکند اما در حین مبارزه بیل_ای که کنترلی روی رفتار خود ندارد سر میرآ را روی زمین میکوبد و باعث بیهوشی او می‌شود. درویش به کمک گروبز که همچنان در شوک اتفاقات است، بیل_ای را به خانه میبرند و در قفسی که در سرداب مخفی خانه‌ی آنها وجود دارد قرار می‌دهند.
نفرین گریدی ها
درویش همان شب برای گروبز توضیح می‌دهد که از هزاران سال پیش نوعی بیماری موروثی وارد ژن گریدی ها می‌شود (اشاره به اتفاقات جلد چهار: بک) که باعث خودگرگ انگاری یا لیکانتروپی در آنها میشود. درویش توضیح می‌دهد که این بیماری ممکن است در بعضی از گریدی ها وجود نداشته باشد (مانند خود درویش) و فرد مبتلا به بیماری معمولا در سن نوجوانی فرآیند خود را طی میکند تا به گرگ‌نمایی بدون شعور و عواطف انسانی تبدیل شود.
دوریش توضیح می‌دهد که بیل_ای برادر ناتنی گروبز است و به همین دلیل این ژن در او وجود دارد و نکته‌ی ترسناک این بیماری این است که هیچ درمانی برای آن وجود ندارد؛ به جز یک راه!
نبرد پیشینیان
راه درمان لیکانتروپی در دستان لرد لاس است. درویش توضیح می‌دهد که جد بزرگ آنها جادوگری بزرگ به نام بارتالومئو گاراده (به انگلیسی: Bartholomew Garadex) بود که نخستین بار راه درمان لیکانتروپی را کشف کرد. او متوجه علاقه‌ای لرد لاس به شطرنج شد و تصمیم گرفت معامله‌ای با او انجام دهد: لرد لاس در قلمرو‌ی خود برای شطرنج هیچ همبازی‌ای نداشت و بارتالومئو در تلاش بود تا بیماری را از خاندانش دور کند، بنابراین آنها مسابقات شطرنجی را ترتیب دادند که درصورت برد بارتالومئو، با رها شدن یک عضو خاندانش از لیکانتروپی و در صورت برد لرد لاس با مرگ بارتالومئو همراه بود( بارتالومئو در تمام بازی ها پیروز بود و بر اثر کهولت سن درگذشت).
نبرد !
درویش توضیح می‌دهد که با گذشت سالهای طولانی قوانین بازی تغییر کرده و پیچیده تر شده است: شخصی که خواهان نجات فرد مبتلاست به یک همراه احتیاج دارد، یکی از آن دو با لرد لاس شطرنج بازی می‌کند و عضو دیگر همزمان با دو دستیار لرد لاس مبارزه فیزیکی دارد و در صورت باخت هر کدام، هردوی آنها به همراه فرد مبتلا کشته میشوند و در صورت برد، روح شخصی که مقابل لرد لاس قرار گرفته بود به قلمروی او می رود تا با او نبرد تن به تن داشته باشد. گروبز پی می‌برد که دلیل کشته شدن خانواده‌اش نیز همین بوده و خواهرش گرتلدا مبتلا به لیکانتروپی بوده اما پدر و مادرش در مسابقه موفق نبودند.
در نهایت درویش و گروبز ، لرد لاس را احضار و مسابقه را برای نجات بیل_ای انجام می‌دهند و گروبز به کمک جادو در شطرنج پیروز می‌شود و روح درویش به قلمروی‌ لرد لاس می‌رود (در ابتدا درویش شطرنج بازی کرد و به همین دلیل به جای گروبز درویش به قمروی‌ شیطانی رفت). لرد لاس به دلیل بی احترامی گروبز به شطرنج او را به او وعده‌ی مرگ را می‌دهد و همراه درویش و آرتری و وین از آنجا خارج می‌شود. پس از خروج روح از بدن درویش ، جسمش باقی می‌ماند اما به صورت مرده‌ی متحرکی که هیچ احساسی ندارد. گروبز واقعیت اینکه بیل_ای برادرش است را مخفی می‌کند و طی یکسال از بدن درویش که روحی ندارد مواظبت می‌کند. در طی این یک سال، گروبز دوستانی در مدرسه پیدا کرده و از لحاظ فکری و جسمی رشد می‌کند. در انتها درویش مبارزهٔ خود را پیروز شده و به جسم خود برمی‌گردد تا در کنار گروبز باشد.

## پذیرش
جیمز دلینگپول، در دیلی تلگراف این کتاب را تاریک اما اخلاقی توصیف کرده‌است، "صحنه‌ای که در آن پدر، مادر و خواهر آن پسر (گروبز) توسط رد لاس شیطان و خانوادهٔ فرومایه اش "آرتری و وین" نابود می‌شوند مطمئناً باید جزء ناخوشایندترین و غمگین‌ترین صحنه‌های ادبیات کودکان باشد."